# Осадники
Оса́дники (пол. osadnicy, ед.ч. osadnik «поселенец») — польские колонисты-переселенцы, вышедшие в отставку военнослужащие Войска Польского, члены их семей, а также гражданские переселенцы-граждане Польши, получившие после окончания советско-польской войны и позднее земельные наделы на территориях Западной Украины и Западной Белоруссии, отошедших Польше по Рижскому мирному договору 1921 года.
На протяжении 1919—1929 годов 77 тысяч польских осадников получили 600 тысяч гектаров земли. Размер наделов для каждой семьи осадников составлял 12—18 гектаров, но не более 45 гектаров. По данным «Энциклопедии Истории Беларуси», в период 1921—1939 годов с этнических польских земель в Западную Белоруссию переселились около 300 тысяч осадников (по другим данным — 320 тысяч человек).
По данным НКВД от 2 декабря 1939 года ,после вхождения Западных Украины и Белоруссии в состав СССР в рамках пакта Молотова — Риббентропа, в Западной Белоруссии проживало 3998 семей и на Западной Украине — 9436 семей осадников. K 10 февраля 1940 года около 90 % семей осадников (по данным НКВД — 27 тысяч семей в среднем 5,5 человек на семью) были депортированы в районы лесных разработок Наркомлеса СССР в Кировскую, Пермскую, Вологодскую, Архангельскую, Ивановскую, Ярославскую, Новосибирскую, Свердловскую, Омскую области, Красноярский и Алтайский края и Коми АССР.
Терминологическое значение слова «осадник» (переселенец) также употребляется и к времени после 1945 года, когда Польше были переданы так называемые «Возвращённые земли», на которых ранее проживало немецкое население, насильственно перемещённое в Германию. С 1945 года на этой территории расселяли польских переселенцев из внутренних областей Польши и с западных районов УССР и БССР. Туда переселялись также русины, лемки, украинцы и другие в рамках операции «Висла», а также поляки-репатрианты из стран Западной Европы и Америки.

## История
Незадолго до Варшавской битвы (7 августа 1920 года) польский премьер-министр Винценты Витос объявил о том, что солдаты и добровольцы, которые воевали на фронте, будут иметь приоритет в приобретении государственной земли в частную собственность, а заслужившие военную награду смогут получить землю бесплатно.
18 октября 1920 года Юзеф Пилсудский объявил о планах колонизации:

«Я уже предложил правительству, чтобы часть приобретённой земли стала собственностью тех, кто её сделал польской, обновив её польской кровью и тяжким трудом. Эта земля, засеянная кровавым семенем войны, ждёт мирного посева, ждёт тех, кто заменит меч на плуг, и я хотел бы, чтоб вы в этой будущей работе одержали столько же мирных побед, сколько у вас было на поле битвы».
Оригинальный текст (пол.)"«Zaproponowałem już rządowi, by część zdobytej ziemi została własnością tych, co ją polską zrobili, uznoiwszy ją polską krwią i trudem niezmiernym. Ziemia ta, strudzona siewem krwawym wojny, czeka na siew pokoju, czeka na tych, co miecz na lemiesz zamienią, a chciałbym byście w tej pracy przyszłej tyleż zwycięstw pokojowych odnieśli, ileście ich mieli w pracy bojowe»"
17 декабря 1920 года польский Сейм принял Закон о национализации земель северо-восточных повятов, распространявший своё действие на земли 22 повятов восточных воеводств Польши (брестский, пружанский, волковысский, слонимский, новогрудский, барановичский, вилейский, дзисненский, несвижский, лунинецкий, пинский, кобринский, влодзимерский, ковельский, луцкий, ровенский, дублиский, сарненский, кременецкий, острожский, гродненский и лидский повяты). В этот же день был принят Закон о предоставлении воинам Войска Польского земли, определявший категории военнослужащих, которые наделялись правом на бесплатные земельные участки, а также процедуру их оформления. На основании этих законов военнослужащие могли ходатайствовать о предоставлении земельного участка. Распределением земельных участков среди кандидатов на переселение занимался майор Тадеуш Лехницкий, шеф Секции военного осадничества Отдела мобилизации Министерства обороны, которым руководил генерал Войска Польского Мечислав Норвид-Нойгебауэр.
Весной 1921 года первые группы переселенцев прибыли в поселения на Волынь. Согласно польскому историку Лидии Гловацкой, земли, которые были переданы осадникам на Волыни, ранее были собственностью крупных русских землевладельцев, входившими в реестр «казённых земель» Российской империи, церковной собственностью или участками, которые бросили представители русского дворянства во время Первой мировой войны перед германским наступлением в 1915 году. Типовой участок для семьи осадника имел площадь 20 гектаров. Военнослужащие с высшим образованием могли получить до 45 гектаров, чтобы, по замыслу организаторов колонизации, они имели возможность создавать образцовые хозяйства. Стоимость земли погашалась после пятилетнего срока владения при условии ежегодной сдачи от 30 до 100 килограмм зерна с гектара.
Постоянный экономический кризис в Польше в 20-х годах XX столетия и противодействие оппозиционных партий привели к приостановке реализации правительственных планов по колонизации восточных воеводств в 1923 году. К этому времени только 4 % из прибывших в восточные воеводства осадников владели собственной землёй, остальные же либо арендовали землю за высокую цену либо захватывали пустующие земельные участки, что вызывало недовольство среди местного населения. Правительственным планам по колонизации восточных воеводств также противостояли местные крупные землевладельцы, украинские и белорусские крестьяне. Крупные землевладельцы боялись, что их земельная собственность будет национализирована и передана осадникам, в то время как среди местных крестьян, которые арендовали землю у землевладельцев, возникало волнение из-за того, что арендуемые ими участки будут переданы переселенцам. К 1923 году из 99.153 претендентов на получение земли её получили только лишь 7.345 осадников. Из сотен запланированных правительством новых поселений на территории Волынского воеводства было создано только лишь три колонии с 51 жителем в общей сложности. Такие же медленные темпы были и в других местах. В общей сложности к 1923 году польским демобилизованным военнослужащим была выдана земля общей площадью 1331,46 квадратных километров. Из 8732 переданных земельных участков к 1 января 1923 года только лишь 5557 участков вошли в фактическое владение.
4 мая 1923 года Сейм приостановил военную колонизацию, а уже 20 июня 1924 года принял закон, который дал право покупать землю в Восточных Кресах не только полякам, но и лицам иной национальности, которые «не были наказаны за преступления перед польским государством».
Польское правительство неоднократно прилагало усилия по активизации переселения. С 1926 года началась вторая акция по передаче земельных участков бывшим военнослужащим. К 1929 году осадникам было выдано около 600 тысяч гектаров земли. С 1929 по 1933 год правительственная деятельность по этому вопросу практически прекратилась. В 1935 году правительством была предпринята ещё одна попытка возродить этот проект, однако она не увенчалась успехом. В это время из-за экономического кризиса цены на продукты значительно снизились, поэтому большинство хозяйств осадников были в отрицательном балансе со средним долгом в 458 злотых с каждого гектара.
Большинство польских переселенцев были членами Союза осадников, который был основан в марте 1922 года. Эта организация способствовала самоорганизации переселенческих общин, выдавала дешёвые кредиты и стипендии для обучения в различных сельскохозяйственных высших учебных заведениях. Союз осадников издавал с 1923 года по 1931 год раз в две недели печатный орган «Osadnik» (позднее — «Miesięcznik Osadniczy»).

### После 1945 года
После Второй мировой войны началась другая акция по переселению осадников на так называемые Возвращённые земли, которые были переданы Польше после войны. На этих землях размещались перемещённые лица польской национальности из Восточных Кресов и демобилизованные военнослужащие. Первоначально переселенцы расселялись в пограничных районах по течению рек Одра и Ныса-Лужицка и позднее — на территории современных Западно-Поморского, Поморского и Варминско-Мазурского воеводства. В это же время сюда переселялись русины из Подкарпатского воеводства в рамках акции «Висла».
В это время в Войске Польском действовал Генеральный инспекторат военного осадничества, действовавший под управлением Главного политическо-воспитательного управления под командованием генералов Кароля Сверчевского и Петра Ярошевича. Этот Генеральный инспекторат занимался направлением демобилизованных военнослужащих на бывшие германские территории. Были созданы так называемые Оперативные полковые группы, состоявшие из 20 военнослужащих, которые занимались организацией нового военного осадничества. В результате этой работы около 200 тысяч человек переселились на Возвращённые земли. До конца 1945 года 1-я армия Войска Польского передала военным переселенцам 700 лошадей, 1300 голов крупного рогатого скота и 180 свиней. Два года спустя в 1947 году было передано в общей сложности более 2800 лошадей из состава 1-й Кавалерийской дивизии Войска Польского. 24 июня 1948 года Генеральный инспекторат был распущен.

## Советские репрессии
После включения в 1939 году Восточных Кресов в состав СССР термин «осадники» стал одной из категорий преступлений в советской юридической системе. Первоначально этот термин употреблялся по отношению к так называемым польским «кулакам», позднее он стал употребляться аналогично термину «враг народа». Собственность осадников национализировалась, и к ним стали применять репрессивные нормы в гражданском законодательстве, что привело к тому, что 10 % польского населения возвратилось на территорию этнической Польши, которая в то время уже была в составе Генерал-губернаторства нацистской Германии.
Высылка семей осадников в феврале 1940 года стала первой волной переселения польских граждан в глубь СССР после присоединения бывших восточных воеводств в 1939 году. В апреле 1940 года были высланы так называемые «административно-высланные» (представители враждебного социального класса и лица государственной власти Речи Посполитой) и в конце июня — начале июля 1940 года в глубь СССР были переселены «спецпереселенцы-беженцы».
2 декабря 1939 года НКВД в письме наркома Лаврентия Берии вынесло предложение о выселении из западных областей УССР и БССР до 15 февраля 1940 всех семей осадников. 4 декабря 1939 года Политбюро ЦК ВКП(б) решением № П9/158 постановило выселить осадников на лесозаготовки Наркомлеса СССР. Окончательным решением Политбюро № П11/68 от 29 декабря 1939 и постановлением СНК СССР № 2122-617сс от 29 декабря 1939 были приняты три документа к исполнению НКВД:
- «Положение о спецпосёлках и трудовом устройстве осадников, выселяемых из западных областей УССР и БССР»;
- «Инструкция о порядке переселения осадников из западных областей УССР и БССР»;
- «Штаты районной и поселковой комендатуры НКВД спецпосёлков».

17 января 1940 года была издана «Инструкция начальникам эшелонов по сопровождению спецпереселенцев-осадников», которую разработал заместитель наркома внутренних дел В. В. Чернышов.
Согласно данным неправительственной организации «Мемориал», до 10 февраля 1940 года в составе 100 эшелонов было выслано следующее количество осадников :
| Регион высылки                | Численность (человек) |
| Западные области БССР в целом | 50863                 |
| Вилейская область             | 10523                 |
| Барановичская область         | 17287                 |
| Белостокская область          | 8720                  |
| Брестская область             | 7930                  |
| Пинская область               | 6250                  |
| Западные области УССР в целом | 88385                 |
| Волынская область             | 8905                  |
| Ровенская область             | 8946                  |
| Тарнопольская область         | 30908                 |
| Львовская область             | 21308                 |
| Дрогобычская область          | 8730                  |
| Станиславская область         | 9588                  |

В соответствии с Постановлением Совнаркома «О депортации польских спецпереселенцев-осадников из западных областей Украины и Белоруссии» № 2122-617сс от 29 декабря 1939 года выселялись польские граждане, приобретшие любой земельный участок после 1918 года. Позднее постановление действовало по отношению к представителям местного населения вне зависимости от национальности, купившим после 1918 года земельный участок в ином, кроме места проживания, населённом пункте. Большинство из высланных были представителями польской национальности (115 тысяч человек), около 10 тысяч украинцев, 11 тысяч белорусов и 2 тысяч человек иной национальности. Согласно Инструкции НКВД осадники направлялись на лесоразработки и поселялись в отдельных посёлках от 100 до 500 семей.
Вскоре после начала Великой Отечественной войны 30 июля 1941 года в Лондоне было подписано соглашение между послом СССР Иваном Майским и польским премьером в изгнании Сикорским о восстановлении дипломатических отношений между СССР и Польшей. Одним из пунктом этого соглашения было решение о создании на территории СССР польских военных формирований и амнистия польских граждан, которая была объявлена 12 августа 1941 года.
Согласно «Справке о количестве расселённых спецпереселенцев-осадников, беженцев и семей репрессированных (высланных из западных областей УССР и БССР) по состоянию на 1 августа 1941 г.» В. В. Чернышова на территории СССР находилось 132463 осадников (в это число также были включены так называемые «лесники»). 12 августа 1941 года Совнарком и ЦК ВКП(б) приняли постановление «О порядке освобождения и направления польских граждан, амнистируемых согласно Указу Президиума Верховного Совета СССР», которое предписывало освободить осадников и членов их семей. Эти постановлением осадникам разрешалось проживать на территории СССР, за исключением приграничных районов, режимных городов и местностей, объявленных на военном положении. Впоследствии из осадников формировалась Армия Андерса.